# Potentilla hubsugulica
Potentilla hubsugulica är en rosväxtart som beskrevs av Soják. Potentilla hubsugulica ingår i Fingerörtssläktet som ingår i familjen rosväxter. Inga underarter finns listade i Catalogue of Life.